# La gran zanja
La gran zanja (Le Grand Fossé) es una historieta de la serie de René Goscinny y Albert Uderzo, Astérix el Galo publicada en 1980. Es una parodia de la obra teatral "Romeo y Julieta", de William Shakespeare.

## Argumento
Un pueblecito galo se encuentra dividido en dos por una gran zanja. Cada mitad del pueblo ha elegido a su jefe, que quiere ser el mandatario de todo el pueblo. Mientras uno pide ayuda a los romanos, el otro manda un mensaje de auxilio a Abraracúrcix, que enviará a Astérix, Obélix y Panorámix a solucionar el problema. La mitad del pueblo es traicionada por los romanos, pero son ayudados por nuestros héroes y el hijo del jefe de la otra mitad del pueblo. Tras esta desagradable experiencia, el pueblo se reconcilia bajo el mandato del hijo de un jefe y de la hija del otro. Astérix y los demás vuelven contentos a su aldea.

### Comentario del cómic
Primer álbum de la serie de Astérix el Galo que se publica tras la muerte de René Goscinny. Albert Uderzo coge el relevo y además de las ilustraciones también hace el guion, aunque, con resultados dispares. En esta nueva etapa, los guiones carecen del ingenio y la originalidad del trabajo de René Goscinny, aunque las ilustraciones son cada vez mejores. Uderzo continuó con el trabajo de escritor y dibujante hasta su retirada en 2012.